# Enquesta de victimització
Les enquestes de victimització es van desenvolupar per primera vegada com un mètode que va sorgir de manera tardana i que han format part del creixement tant de mètodes positivistes com de mètodes quantitatius en relació amb els Estats-Nació i com una eina útil per tractar de comprendre la seva població, així com el seu entorn i per poder oferir evidències per al desenvolupament d'intervencions a través de polítiques. Inicialment, la mediació governamental del delicte s'enfoca en fonts administratives. Posteriorment, es van començar a trobar febleses en aquestes fonts administratives buscant així una altra classe de mètodes que donessin una resposta més precisa i informativa dels problemes delictius. L'objectiu principal d'aquestes enquestes de victimització estaven encaminades a determinar la denominada “xifra fosca” del delicte, és a dir, aquells delictes que no estan registrats per la policia o no es denuncien i, per tant, no consten com si s'haguessin comès. També a part d'ajudar a tractar d'identificar la “xifra fosca” les enquestes de victimització estaven encaminades a la identificació d'aspectes delictius i de victimització que les fonts administratives no podien identificar. “A mesura que aquestes enquestes maduraven i començaven a produir sèries cronològiques de llarg termini, es van fer cada vegada més útils en el mesurament de tendències i es van tornar una influència, tant dins com fora del govern, com a mesura de l'èxit o el fracàs en la reducció del delicte”(Europa, 2009)

## Disseny de Polítiques
Les enquestes de victimització serveixen de gran ajuda en quan a la creació de polítiques de prevenció contra el delicte. “La naturalesa, grau i conseqüències de l'activitat criminal, així com la percepció del públic sobre la seva pròpia seguretat són qüestions que tenen una influència directa i indirecta sobre la qualitat de vida de la gent. El delicte pot adquirir moltes formes, i tenir una influència important sobre el benestar de les víctimes, les seves famílies, amics i la comunitat en ple” (Europa, 2009).
Normalment la delinqüència no sol ser un cas aïllat com es pensava amb anterioritat, actualment, la delinqüència és un factor que influeix en la seva gran mesura en àmbits com les condicions econòmiques o socials dins d'una societat. Per això el Govern inverteix en l'elaboració d'aquest tipus de polítiques preventives, ja que afecta a una sèrie d'àmbits de major risc. Els autors d'aquest tipus de polítiques o de qualsevol tipus de polítiques es fonamenten en dades, per això, les enquestes de victimització són un gran suport per als creadors de polítiques que poden usar aquestes dades per comprendre el nivell del delicte i la naturalesa del delicte personal i domèstic així com la percepció de molts altres àmbits relacionats amb l'activitat delictiva.

## Principals enquestes de victimització europees i internacionals
1. ICVS (International Crime Victim Survey): Aquest projecte va comença amb l'objectiu de poder recaptar informació sobre les experiències de victimització a escala internacional però també tenia com a objectiu la percepció de les persones sobre la por al delicte i l'actitud cap al sistema penal. Els qüestionaris utilitzats pel ICVS s'han anat modificant al llarg del temps, no obstant això, existeixen preguntes fonamentals que s'han pogut mantenir al llarg d'aquest temps sobre les experiències de victimització principalment per poder assegurar la continuïtat de les sèries temporals. El ICVS ha pogut realitzar mostres en almenys 78 països sobre una estimació de 2000 llars.
2. Eurobaròmetre:“El eurobaròmetre és el mecanisme que utilitzen les institucions europees per conèixer l'opinió dels ciutadans dels 28 Estats membres en temes polítics, econòmics o socials. La Unió Europea realitza cada cert temps consultes als seus ciutadans per saber els seus sentiments sobre la confiança en les institucions de la UE, com funciona la democràcia en la Unió i conèixer les seves opinions sobre el futur del «projecte europeu». És un dels sondejos més importants del món i un sistema d'enquestes que no tenen comparació amb cap altre” (Gonzálo, 2016).[2] Aquest tipus de mesurador d'enquestes a nivell europeu sol utilitzar el mateix utilitza el mateix patró de preguntes des de l'any 1973, època en la qual es van iniciar a realitzar aquest tipus de recerques basades en enquestes. Amb ajuda de les preguntes freqüentment semblades en tots aquests anys ens permet com a resultat obtenir certa descripció sobre tendències d'opinió de la població i si aquestes estan canviant al llarg dels anys o en un moment concret en la línia del temps. Les persones enquestades amb triades aleatòriament i entrevistades personalment a una mostra d'unes 1.000 persones. L'última enquesta duta a terme pel eurobarómetro es va realitzar sobre una mostra de 28.000 europeus. En el eurobaròmetre s'han inclòs diversos tipus de preguntes entre les quals destaquen qüestions sobre la percepció de l'eficàcia de certes mesures de prevenció de la delinqüència, el treball de la policia i la responsabilització del govern i la percepció del crim organitzat intentant determinar si les persones consideraven que aquest delicte s'havia infiltrat en la societat civil, l'economia, el govern local i el govern nacional entre d'altres.
3. IVAWS (International ViolenceAgainstWoman Survey): Es tracta d'una enquesta a nivell internacional en l'àmbit de la violència exercida d'homes cap a dones. Aquesta enquesta va ser realitzada per experts a l'origen on es desenvolupava un qüestionari comparatiu i estandarditzat amb la finalitat de poder ser utilitzat a gran escala. El qüestionari desenvolupat consta de tres parts les quals recullen diversos àmbits els quals són preguntes sobre experiències de victimització violenta, les conseqüències que s'han pogut dur a terme arran d'aquesta violència i informació sociodemogràfica. La metodologia utilitzada per dur a terme aquest qüestionari té una sèrie de pautes començant per preguntes del tipus si s'ha ofert alguna victimització al llarg de la vida de l'entrevistada, continuant amb preguntes més detallades per tenir una major facilitat establint la prevalença durant l'últim any, així com la incidència. Aquest tipus de preguntes permet en establir l'existència de ferides, la necessitat d'assistència mèdica, la denúncia (o absència de denúncia) a la policia, i el punt de vista de les entrevistades sobre l'atenció rebuda.
4. Enquesta EU-MIDIS (enquesta de la Unió Europea sobre les minories i la discriminació): La finalitat empresa pels Estats membres de la UE respecte a aquest tipus d'enquestes és intentar corregir la falta de dades contrastades sobre els casos de discriminació i victimització de les minories, així com la recopilació d'informació sobre la situació d'inclusió social i marginació. Per poder obtenir informació sobre aquest tipus d'àmbit FRA va llançar una enquesta en 27 països de la UE realitzant una sèrie de preguntes. Aquestes preguntes que es van realitzar en l'enquesta llançada per FRA eren preguntes sobre la percepció de tipus diferents de discriminació al país en el qual resideixen, preguntes sobre les experiències de discriminació sofertes pels consultats a causa de la seva pertinença a una minoria en nou àrees de la seva vida quotidiana, i preguntes als enquestats sobre situacions en les quals havien estat víctimes de delictes en cinc àrees entre d'altres. La mostra a la qual se li van realitzar aquest tipus de preguntes inclou dones i homes entre 16 anys identificats per ells mateixos com a immigrants o minories ètniques.